# Середа, Владимир Аркадьевич
Владимир Аркадьевич Середа (12 октября 1929, Харьков — 4 апреля 1996, Екатеринбург) — советский и российский экономист. Доктор экономических наук (1980). Профессор Уральского государственного университета.

## Биография
Родился в семье технической интеллигенции: отец — инженер, мать — врач.
Сразу после окончания школы в Свердловске начал трудовую деятельность на заводе «Уралэлектроаппарат» в качестве токаря. Впоследствии работал мастером на Турбомоторном заводе и инженером в системе Уралэнергостроя.
Высшее образование получил в Уральском политехническом институте им. С. М. Кирова, окончив в 1963 г. инженерно-экономический факультет. Годом позже был приглашён работать на экономический факультет Уральского госуниверситета (УрГУ) ассистентом кафедры отраслевых экономик и технологии. Позже стал руководителем сектора НОТ в тяжелой промышленности научно-исследовательской лаборатории экономического факультета УрГУ. Окончил аспирантуру и защитил кандидатскую диссертацию (1967).
В связи с преобразованием в 1967 г. экономического факультета УрГУ в Свердловский институт народного хозяйства (СИНХ) перешёл работать в СИНХ сначала ассистентом, затем старшим преподавателем, доцентом и и. о.заведующего кафедрой экономики труда.
В 1970 г. ему присвоено учёное звание доцента, после чего, в 1971—1972 гг., исполнял обязанности зав.кафедрой экономики и организации промышленного производства. Годом позже переведен в старшие научные сотрудники для завершения работы над докторской диссертацией, которую успешно защитил в 1980 г. Учёное звание профессора ему было присвоено в 1984 г. С 1983 по 1987 г. В. А. Середа возглавлял крупнейшую в СИНХе выпускающую кафедру — кафедру экономики и организации промышленного производства.
Во время работы в СИНХе разработал и читал курс лекций «Организация, планирование и управление на промышленных предприятиях», а также спецкурсы: «Проблемы совершенствования хозрасчёта и материального стимулирования», «Основы планирования и хозяйственного расчёта первичных производственных структур предприятия».
Под его руководством были подготовлены 14 кандидатов наук, выполнено 30 госбюджетных и хоздоговорных научно-исследовательских работ. Являлся руководителем ряда договоров о творческом содружестве с промышленными предприятиями, руководил разработкой целевых программ ускоренного роста производительности труда и рационального использования трудовых ресурсов на предприятиях Ленинского района Свердловска, 7 раз был участником ВДНХ СССР.
Активно участвовал в научной деятельности: докладывал на 20 всесоюзных, российских, региональных конференциях, семинарах и совещаниях; опубликовал 3 монографии, 65 научных работ; являлся членом двух специализированных советов по присвоению учёных степеней — при СИНХ и Институте экономических исследований Дальневосточного центра АН СССР (Хабаровск).
В июне 1987 г. вернулся в УрГУ — был избран по конкурсу профессором кафедры политэкономии философского факультета УрГУ. После воссоздания экономического факультета УрГУ организовал кафедру организационно-экономических систем, заведующим которой проработал до последних дней жизни.
Кроме экономического факультета в 1990-е гг. В. А. Середа принял активное участие в создании в 1993 г. негосударственного вуза «Уральский институт фондового рынка», став его ректором.
В университет В. А. Середа продолжил активную научную деятельность, продолжая подготовку кандидатов наук, участвуя в региональной межведомственной выставке изданий вузов и НИИ Урала в 1988 г. Был признан лауреатом премии УрГУ.
В своих научных исследованиях В. А. Середа изучал закономерности управления и развития на уровне предприятий.
Скончался 4 апреля 1996 года. Похоронен на Широкореченском кладбище Екатеринбурга.
В 2006 году отремонтированная аудитория 219 на экономическом факультете УрГУ была названа в честь Владимира Аркадьевича Середы.

## Публикации
- Теория и практика применения трудовых измерителей в системе внутризаводского планирования. — Свердловск, 1971.
- Совершенствование трудовых показателей на предприятии. — Свердловск, 1976.
- Хозрасчёт первичных производственных структур. Планирование и учет по показателям рабочих мест. — Свердловск, 1989.
- Основы планирования и учета производства на предприятии. — Свердловск, 1990.
- Экономика и организация фирмы, производственного предприятия: Курс лекций. — Екатеринбург, 1996.